# Tine Debeljak

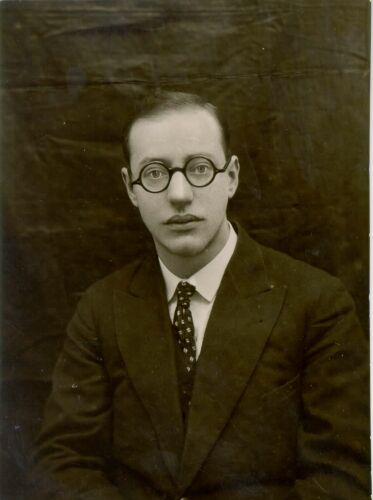
Tine Debeljak

Tine Debeljak (ur. 27 kwietnia 1903 w Škofjej Loce, zm. 20 stycznia 1989 w Buenos Aires) – słoweński krytyk literacki, tłumacz, redaktor i poeta.

## Życiorys
Po ukończeniu szkoły podstawowej w Škofjej Loce zaczął uczęszczać do gimnazjum diecezjalnego w Lublanie. Rozpoczął studia na uniwersytecie w Lublanie, gdzie studiował slawistykę i literaturę porównawczą. W planach miał wyjazd na studia do Czech i Polski, ale nie udało mu się tego osiągnąć. Studia ukończył w 1927 roku.
W tym okresie pisał głównie utwory ekspresjonistyczne, społeczne i katolickie, ale interesowały go także problemy egzystencjalne. Myślał o wydaniu zbioru poezji, ale ostatecznie jego wiersze były publikowane w czasopismach.
Od 1930 do 1934 był profesorem w liceum w mieście Nikšić w Czarnogórze. Był ściśle związany z życiem kulturalnych; publikował w gazetach i czasopismach. Z powodów politycznych, porzucił nauczanie i zajął miejsce redaktora w największej słoweńskiej gazecie katolickiej Słoweniec, która pozwoliła mu na kontakt z różnymi poglądami tak w kraju, jak i na świecie. Wyjechał na studia do Warszawy, gdzie został lektorem języka słoweńskiego, a później przygotował pracę doktorską pt. „Chłopi Reymonta w świetle krytyki światowej”. W 1939 roku obronił doktorat na Uniwersytecie w Lublanie.
Po II wojnie światowej przeszedł na emeryturę i zamieszkał w Karyntii. W marcu 1948 wyjechał do Argentyny. W Buenos Aires pracował w fabryce farmaceutycznej, a następnie jako dozorca w cementowni w miejscowości Loma Negra w Olavariji oraz jako zarządca składu. Jego rodzina – żona i troje dzieci – dołączyła do niego dzięki pośrednictwu Czerwonego Krzyża w roku 1954. Rozłąka z rodziną w dużym stopniu wpłynęła na jego dzieła literackie. W 1955 roku został przeniesiony do fabryki w Buenos Aires, gdzie pracował aż do emerytury.

## Praca
Pisać zaczął już jako licealista a jego prace publikowane były w czasopiśmie Dom in svet. Był jednym z założycieli muzeum Krzyż na Górze w Škofi Loce; był redaktorem naczelnym czasopisma Dom in svet(1930–1931 i 1938–1945), członkiem PEN Clubu oraz członkiem komitetu ds. przyznawania nagród literackich. Tłumaczył z czeskiego, polskiego, rosyjskiego, węgierskiego i włoskiego. Jest autorem setek sprawozdań, esejów, rozpraw dotyczących literatury nie tylko słoweńskiej, ale też słowiańskiej.
Na emigracji wydał pierwszą książkę Koledarček slovenskih emigrantov (1946), redagował artykuły w czasopismach tj. Dom in svet, Naši pesmi, Mladi setvi i Ameriški domovini. Był pierwszym przedstawicielem Towarzystwa Słoweńców. Przez dziesięć lat aktywnie promował Słowenię, był redaktorem gazety Meddobje, a także profesorem sekcji słowenistycznej na wydziale ukraiński nauk humanistycznych w Buenos Aires.
W 1949 roku opublikował książkę Črna maša, była to pierwsza praca opublikowana na emigracji. Dzieło obrazowało okrucieństwo wojny i rewolucji. Oceniane jest przez krytyków jako jego najlepszy utwór. W 1951 roku opublikował zbiór wierszy Poljub. W tomiku Marija z 1954 roku, wyrażał chęć powrotu do ojczyzny. Rok później opublikował zbiór krótkich wierszy Kyrie Eleison – słoweński Wielki Tydzień. Črni Kamnitnik  to zbiór nowel powstałych, kiedy pracował jako dozorca w cementowni. Jego ostatnie dzieło to oratorium Baraga (1957). Debeljak po 1945 roku napisał ponad tysiąc artykułów, które wysyłał do Chorwacji, Serbii, Słowacji, Polski.

## Tine Debeljak jako historyk literatury
Jego twórczość obejmuje obszary krytyki, tłumaczeń, badań historyczno-literackich i publikacje w czasopismach literackich. Jego literatura wzrastała w latach kształtowania się słoweńskiego ekspresjonizmu. Współczesną scenę literacką w centrum której Tine Debeljak umieścił Ivana Preglja nazwał: rodzimy realizm ekspresyjny (w org. domačijski ekspresivni realizem; DIS 1927) który jak sądził, określał odpowiednie warunki dla dobrej literatury.
Twierdził, że perspektywy współczesnej literatury europejskiej nie powinny wypierać podstawowych słoweńskich form literackich. Cenił poezjię Josipa Murna i Edwarda Kocbeka.
Krytycznie odnosił się do ekspresjonizmu. Był przekonany, że konieczne jest pokonanie ekspresjonizmu, tym samym umożliwienie literaturze kontaktu duchowego i realistyczne. Model tej równowagi znajduje się w poezji France Prešerna, Dragotina Kette i France Balantiča.
Na jego twórczość wpływ mieli katoliccy pisarze. Pisał o Stanko Majcenie, Narte Velikonju, często o poezji Balantiča, a szczególnie o tomiku Muževna steblika (1942) oraz tomiku V ognju groze plapolam.
W Buenos Aires dalej badał poezję Balantiča (Pesmi, 1956), jako redaktor opatrzył swoimi komentarzami książki: Stanka Kocipra, Ivana Dolenca, Ivana Hribovška, Franceta Kunstlja, Mirka Javorníka i wielu innych.
Razem z Francetem Papežem zebrali i wydali Antologijo slovenskega zdomskega pesništva (1980), w której Debeljak przygotował informacje biograficzne o autorach. Również tłumaczenia Tine Debeljaka często są opatrzone notatkami (Dante Alighieri, Jose Hernandes, Puszkina, i inni). Był dokładnym kronikarzem rodzimej twórczości literackiej na obczyźnie. Potwierdza to praca Panorama slovenskih leposlovnih ustvarjalcev v emigraciji  (Koledar – Zbornik svobodne Slovenije 1955), bardziej wszechtronny przegląd literatury emigracyjnej przedstawia Zbornik svobodne Slovenije (1973/1974).
Jego przegląd zawiera literaturę ze wszystkich krajów gdzie mieszkają Słoweńcy. Materiał jest rozłożony na lokalne zasady i szczegóły bibliograficzne, bierze pod uwagę literaturę piękną, prasę i inne druki. Przedstawia prace autorów z szacunkiem i ostrożnością, wahając się między subiektywnym stosunkiem a naukowym uzasadnieniem. Można to zobaczyć na przykładzie zachwytu Debeljaka nad szkicem Javornika Potni List, o którym pisze, że jest „najmocniejszą rzeczą jaką napisano o emigracji”.
Wśród nowszych badań Debeljak bada poezję Karla Mausera, jego tomik Zemlja sem in večnost wydał w rocznicę śmierci poety (1978). Wrażliwość i sugestywność tego przekazu są interesujące, ponieważ określają przyjaźń i wspólny los, tomik zawiera szczegółowe informacje o biografii i umieszcza Mausera w kręgu słoweńskiej literatury.
Jego twórczość jest bardzo szeroka. Bezspornie Tine Debeljak to niezwykle ważna postać w historii słoweńskiej literatury emigracyjnej.

## Wybrana bibliografia
- Poljub. Ljubljana: Karantanija, 1993.
- Velika črna maša za pobite Slovence. Ljubljana: SZS Karantanija, 1990.
- Odkrite stopinje v blatu. Nova revija, št. 85/86, 1989. 605–611.
- Duh medvojne književnosti. Ljubljana: Ljudska tiskarna, 1944.
- Imre Madach: Tragedija človeka. Avtor spremnega besedila: Tine Debeljak. Ljubljana: Založba ljudskih iger, 1940.
- Reymontovi Kmetje v luči književne kritike. Ljubljana, 1936.

## Tłumaczenia
- Zofia Kossak: Križarska vojska. Ljubljana: Jugoslovanska knjigarna, 1941.
- Juliusz Słowacki: Oče okuženih. Ljubljana, 1939.
- Karel Jaromir: Zaklad. Ljubljana, 1939.